# Örkényi Éva
Örkényi Éva (Törökszentmiklós, 1932. augusztus 27. –) magyar színésznő, a József Attila Színház örökös tagja.

## Életpályája
Lakner Artúr színházában volt gyermekszínész 1942–1945 között és játszott Kilián Zoltán rádiótársulatában is. Az Országos Színészegyesület színiiskolájába járt, majd 1950-ben elvégezte a Színház- és Filmművészeti Főiskolát is. 1950–1953 között a Honvéd Színház, és az Úttörő Színház tagja volt, 1953–1957 között a debreceni Csokonai Színházban szerepelt. 1957–1989 között a József Attila Színházban játszott. 1989-ben nyugdíjba vonult.
Kezdetben drámai hősnőket, majd epizód- és karakterszerepeket játszott. Sokat filmezett és gyakran foglalkoztatta a Rádió. Első filmszerepe az 1938-ban készült Az örök titok című filmben volt.
Idős korában Barcelonába költözött.

## Színpadi szerepei
- William Shakespeare: Rómeó és Júlia... Júlia
- William Shakespeare: Hamlet... Ophélia
- Friedrich Schiller: Ármány és szerelem... Lujza
- Tennessee Williams: Üvegfigurák... Laura
- Beaumarchais: Figaro házassága... Marcelina
- Móricz Zsigmond: Nem élhetek muzsikaszó nélkül... Birike
- Ránki György: Muzsikás Péter új kalandja... Hegedű kislány
- Noël Coward: Vidám kísértet... Bradmanné
- Gyárfás Endre: Dörmögőék csodajátéka... Dörmögő anyó
- Osztrovszkij: Utolsó áldozat... Irina Lavrovna
- Kállai István: Keménykalaposok... Tünde, áldozat
- Bengt Ahlfors: Színházkomédia... Jansonné, háziasszony
- Aldo Nikolaj: Hárman a padon... Ambra
- Henrik Ibsen: Hedda Gabler... Juliane Tesman kisasszony
- Szomory Dezső: Bella... A nagymama
- Dosztojevszkij: A félkegyelmű... Ganja anyja
- Bródy Sándor: A tanítónő... A tanítónő anyja
- Gyárfás Endre: Dörmögőék vidámparkja... Anyó
- Friedrich Schiller: Stuart Mária... Hanna Kennedy, Mária dajkája
- Emil Braginszkij–Eldar Rjazanov: A képmutatók... Balakina, fordító
- Kardos G. György: Villon és a többiek... Martha, Villon anyja
- Szamuil Aljosin: Anna őfelsége... Igazgatónő
- Stanisław Grochowiak: Őrült Gréta... Csöpi, nő a börtönben
- Csurka István: Nagytakarítás... Portelekiné
- Berkesi András: Kálvária... Siposné, üzletvezető
- Wolfgang Kohlhaase–Rita Zimmer: Hal négyesben... Heckendorf Klementina
- Plautus: Táncoló kísértetek... Júlia, Simon felesége
- Seán O’Casey: Juno és a páva... Maise Madigan
- Kertész Ákos: Névnap... Mazurné
- Károlyi Mihály: A nagy hazugság... Madame Alri
- Molnár Ferenc: Harmónia... Anna
- Carlo Goldoni: Két úr szolgája... Smeraldina, Clarice szobalánya
- Gabányi Árpád: Aba Sámuel király... Madléna
- Viktor Rozov: Ketten az úton... Gálja, laboránsnő
- Mesterházi Lajos: Férfikor... Gizi
- Jean Anouilh: A barlang... Jules báróné
- Jean Giraudoux: Párizs bolondja... Gabrielle
- Ben Jonson: Volpone... Colomba
- Kertész Imre: Cyrano házassága... Julika
- Tarbay Ede: Játék a színházban... Ildi
- Kosztolányi Dezső: A lovag meg a kegyese... A lovag kegyese
- Armand Salacrou: A túltisztességes asszony... Joséphine, szolgáló
- Marcel Achard: A világ legszebb szerelme... Amerikai leány
- Erich Kästner: Az eltűnt miniatűr... Busch Gertrud
- Alain-René Le Sage: A csalafinta bárónő... Marina
- John Errol: Holdfény egy szivárványszínű sálon... Esther, Adamsék lánya
- Carlo Gozzi: Turandot hercegnő... Zelima
- Kertész Imre: Bekopog a szerelem... Szöszi
- Rozov: Boldogság, merre vagy?... Fira
- Kisfaludy Károly: Csalódások... Lídia
- Princev–Hocsinszkij: Csodák országa... Ügyeletes televíziós kisasszony
- Emőd Tamás: Egy kis chanson... Vicomtesse
- Karel Čapek: Emilia Marty titka... Kriszta
- Téri Tibor: Erdei történet... Katjusa
- Gáli József: Erős János... Erdőszépe
- Rozov: Felnőnek a gyerekek... Kátya
- Major Ottó: Határszélen... Kata
- Oscar Wilde: Hazudj igazat!... Fairfax Gwendolen
- Sólyom László: Holnapra kiderül... Baby
- Lope de Vega: A kertész kutyája... Dorotea
- Makszim Gorkij: Kispolgárok... Polja
- Afinogenov: Kisunokám... Mása
- Mikszáth Kálmán: A körtvélyesi csíny... Katica
- Fazekas Mihály: Lúdas Matyi... Évi
- Lehár Ferenc: Luxemburg grófja... Juliette, táncosnő
- Tamara Gabbe: Mesterek városa... Maril
- Bartos Ferenc–Baróti Géza: Mindent a mamáért... Edit
- Kornyejcsuk: A nagy műtét... Mája
- Molière: A nők iskolája... Ágnes
- Molnár Ferenc: A Pál utcai fiúk... Nemecsek
- Victorien Sardou–Hégésippe Moreau: Szókimondó asszonyság... Vereske
- Dario Niccodemi: Tacskó... Tacskó
- Brustein: Tamás bátya kunyhója... Peggy
- Sardou: Váljunk el!... Josephine, a szobalány
- Barta Lajos: Zsuzsi... Szülike
- Csurka István: LSD... Ráczné

## Filmjei
| - Az örök titok (1938) - Pénz áll a házhoz (1939) - Magyar feltámadás (1939) - Isten rabjai (1941) - Mágnás Miska (1949) - Forró mezők (1949) - Különös házasság (1951) - Erkel (1952) - Kölyök (1959) - A szélhámosnő (1963) | - És mégis mozog a föld 1-3. (1973) - Irgalom (1973) - Osztrigás Mici (1983) - Zenés TV Színház (1983) - Már megint a 7.B! (1985) - A nap lovagja (1987) - Maigret (1992) - Rizikó (1993) - Szomszédok (1994) - Barátok közt (2000) - A Nagyasszony (2002) |

## Magyar Rádió
- Endrényi Magda-Leczkai András: Nemtudomka (1951)
- Andersen, Hans Christian: Hókirálynő (1960)
- Harmat Judit: A lélek magvetői (1961)
- Rozov, Viktor: A-B-C-D... (1962)
- Kemény Egon - Erdődy János: A messzetűnt kedves (1965), történelmi daljáték
- Fjodor Dosztojevszkij: A Karamazov testvérek (1971)
- Moldova György: Menyasszonyom a jobbszélső (1971)
- Szíriusz kapitány-sorozat (1977–1986)